# Individu
L'individu és l'ésser únic, diferenciat dels seus iguals quant a característiques i conducta. En l'ésser humà actua com a sinònim de persona, però s'usa el terme individu per fer èmfasi en la diferència de cadascú i no en el que hi ha de comú a l'espècie o a la comunitat.

## Cristianisme
Recollint idees de Plató, el cristianisme considera que l'individu sorgeix quan Déu imbueix d'ànima el cos d'un ésser humà. La resta d'éssers no compten com a individus rellevants. Aquest caràcter exclusiu d'individu de l'ésser humà fa que tingui dignitat humana (garantia d'una sèrie de drets) i està al centre de debats ètics, relacionats amb la vida. L'exclusivitat es manifesta cara als altres a través de la personalitat.

## Budisme
Per al budisme, l'individu no existeix com a tal, és solament un estat que connecta diverses parts del cosmos i l'objectiu a la vida de cada persona és justament fer desaparèixer els trets únics, basats en el desig i l'orgull, per poder fusionar-se amb la resta de la vida, que forma una unitat.

## Boeci
Segons Boeci, un individu és qualsevol entitat indivisible i que és subjecte de predicació i no atribut d'un altre ésser, per tant una entitat i no una qualitat. Aquesta definició es pot aplicar a persones, altres animals, formes de vida i coses inanimades, segons el grau d'unitat que presentin. Aquesta noció serà usada per la lògica posterior, prescindint de connotacions morals específicament humanes i també per la biologia, que assimila individu a unitat amb informació genètica capaç de reproduir-se.

## Descartes
Per a Descartes, un individu és un subjecte pensant, segons la cèlebre màxima del cogito ergo sum. S'identifica per tant amb la ment, amb el subjecte. És únic perquè no hi ha certesa que tot el món exterior sigui real, podria ser una projecció del pensament, amb la qual cosa l'única veritat fiable és l'acte de pensar, individual. Qualsevol altre objecte, incloses les persones, no són individus per al subjecte pensant (en tot cas cadascú ho és per a si mateix), que no pot estar segur de la seva existència.

## Locke
Per a Locke, un individu és la unió d'impressions i experiències que van formant el caràcter, és únic perquè l'educació i les vivències mai són idèntiques entre dos éssers, encara que comparteixin un mateix entorn. Una de les característiques essencials dels individus és la llibertat, cadascú té un marge d'elecció per triar com actuar i relacionar-se amb altres individus, dipositaris dels mateixos drets.

## Nietzsche
Nietzsche considera que els animals no són individus, ni tan sols les persones que es guien per codis imposats, ja que llavors no són creadores. Només el superhome és un individu, únic per definició perquè prescindeix de valors i prejudicis, actua segons la seva voluntat insubstituïble, que esdevé poder. Nietzsche ataca el cristianisme i la cultura occidental per fomentar la submissió, l'auge dels dèbils i, per tant, el no-individu.

## Psicologia
L'individu psicològic esdevé sinònim de jo, un constructe de la personalitat canviant que es relaciona amb altres éssers similars. Només les persones són aleshores individus, perquè els animals no poden referir-se a si mateixos com a jo, com a entitats diferenciades i amb autoconsciència. El jo es lliga aleshores al llenguatge, a la capacitat d'expressar creences, emocions i conductes.